# ジャック×ダクスター 旧世界の遺産
『ジャック×ダクスター 旧世界の遺産』（ジャックンダクスター きゅうせかいのいさん、Jak and Daxter: The Precursor Legacy）は、2001年12月20日にソニー・コンピュータエンタテインメント（SCE）によって発売されたPlayStation 2用アクションゲーム。開発はノーティドッグ。
ジャック×ダクスターシリーズの第1作目。直接の続編に『ジャック×ダクスター2』がある。

## 概要
主人公の少年「ジャック」がイタチの姿になってしまった親友「ダクスター」とともに、ダクスターを元の姿に戻すために世界を冒険していく3Dアクションゲーム。フィールドマップ構成にオープンワールドを採用、全フィールドがシームレスに途切れることなくつながっているため、プレイヤーはファンタジー性のある広大な世界を自由に動き回って探索することができるようになっている。
日本のユーザーが欧米独特のキャラクターデザインを敬遠するのを危惧したためか、体験版の配布などによる大々的プロモーションや、パッケージにおけるジャックとダクスターのCGデザインの日本オリジナルのものへの変更などが行われた。体験版にはミスト島で発生する8つのチャレンジが収録されている。

## ストーリー
ある日ミスト島のプリカーソルの遺跡へ忍び込んだジャックとダクスター。ふたりはそこで、ラーカーと呼ばれる悪い怪物達が、禁断のエネルギー「ダークエコ」を使い何か企てようとしているのを目撃する。ラーカー達に発見され抵抗する最中、誤って遺跡の“ダークエコ溜り”へと落下してしまったダクスターは、その影響によりイタチに変身してしまった。彼を元の姿へ戻し、世界に漂う不穏な空気の原因を探るため、ふたりは北の大地を目指して旅に出ることになる。
冒険の末に4種類のエコがそろったことで光のエコとなる。ダクスターはこれで自分をもとの姿に戻すこともできたが、チューンド・プリカーソルロボットと対決する道を選んだ。
ゴル・アケロンはダクスターをもとに戻せるものの、ダークエコの力に魅了され、世界をダークエコで満たそうとしていた。彼とその姉マイアは、ダークエコの泥から生まれた怪物ラーカーを使役し、人々を困らせていた。また、姉弟はプリカーソル文明の遺物から巨大ロボット「チューンド・プリカーソルロボット」を制作する。

### エピローグとその後
ラスボス（チューンド・プリカーソルロボット）を倒したあとは、自動的にセーブされ、再びラスボスと戦うことはできず、ゴルとマイアがいなくなり平和になった世界が描かれる。
ラスボスを倒したあとのプレイヤーの目的は全101個のパワーセルを集めることである。パワーセルを100個集めることにより（理由は不明だが、101個全てを集める必要はない）、旧世界の遺産がおさめられているプリカーソルの門を開くことができ、いわゆる真のエンディングを見ることができるようになる。

## 基本システム
- 箱庭型のフィールドを探索し、冒険を進めていく。フィールドは複数ルートに枝分かれしており、多くの場合その先に「パワーセル」と呼ばれるアイテムがある。これを入手するとデモが流れ、その入手数に応じてストーリーが進行、次のフィールドへと進める様になる。ひとつの「パワーセル」を入手するまでの過程が実質的な“1ステージ”に相当するが、厳密なステージ区分は存在しない。「パワーセル」はフィールドにあるものを入手する以外にも、NPCから譲ってもらったり、「オーブ」という収集アイテムとの交換で手に入ることもある。
- 単一のボタンで繰り出せるジャンプ、パンチ、キックなどの「基本アクション」に加え、複数のボタンを組み合わせることで生まれる「コンボアクション」によって幅広いアクションを楽しめるようになっている。
- 「残機」の概念がなくゲームオーバーが存在しない。ジャックが死ぬなどしてミス扱いになった際は、その地点に最も近いチェックポイントから再開となる。

## キャラクター

### 主要登場キャラクター
ジャック／Jak
声：森久保祥太郎
サンドーバ村に住む冒険家見習い。ダクスターの姿をもとに戻すためにはるか北に位置するゴルの城を目指して旅に出る。体術の腕前は確かなもの。ゲーム中では制作者側の意図もあり、明確な台詞はなく発声するのはアクション時の掛け声や被ダメージ時のリアクションのみ。
ダクスター／Daxter
声：一龍斎貞友
ジャックの同郷の幼なじみ。イタチになった後はジャックの肩に乗り、共に行動する。お調子者で、ジャックに代わってよくしゃべる。ダクスターを単独で動かす場面はないが、ジャックが倒れた際、ダクスターの顔に画面が切り替わり、倒れたジャックに対して何かのギャグを言うことがある。
セイモス・ザ・セイジィ／Samos The Sage
声：永井一郎
サンドーバ村で生命の源とされる「緑のエコ（グリーンエコ）」や古代プリカーソル文明を研究する緑の賢者で、ジャックとダクスターの師匠筋。ダクスターからは「セイジィ」と呼ばれている。怒りっぽい性格で、よく持っている杖でダクスターを殴る。背中にペットの鳥の巣としての丸太を背負っている。
ケイラ／Keira Hagai
声：氷上恭子
セイジィの娘であり、ジャックとダクスターの幼なじみ。メカニックの天才で、反重力バイク「ズーマー」を作った。
ゴル・アケロン／Gol Acheron
声：塚田正昭
変わり者で、はるか北の自分の城でダークエコの研究をすしている。“賢者”ではなく“闇の眷者”と呼ばれる。ダクスターを元の姿に戻すことができる唯一の人物だが、ダークエコの力に魅了されたために、悪の心に侵されてしまう。この世界をダークエコ一色にしようと企んでいる。
マイア・アケロン／Maia Acheron
声：沢海陽子
ゴルの姉。同じくダークエコの力に魅了され、自らを若返らせることに成功する。ゴルとともに世界をダークエコで満たそうと企む。
オラクルの像／The Oracle
声：?
古代プリカーソル人が残したプリカーソル文明の像で、数体の像が登場する。120個のオーブを供えると、引き替えにパワーセルを1つ交換してもらえる。

### サンドーバ村周辺の人々
チーフ村長／Mayor Manac
声：石森達幸
サンドーバ村の村長。次期の選挙への出馬を考えているが選挙資金が足りずに困っている。彼の家の屋根には風車がついているが、キンダンの森からのエコビームが閉ざされたために今は動いていない。
探検家ブロオラ／Uncle(Explorer)
声：西川幾雄
ジャックの叔父で、サンドーバ村に住む。嫌味ったらしいがいい人。探検好きだが、新たな探検に出るための費用をなくして困っている。
後続作品の設定もあって、英語版では主にExplorer（探検家）と表記される。
ヤコウ飼いのフアーマ／Farmer Zeb
声：田の中勇
サンドーバ村でヤコウ(Yakows)（ヤク[yak]とウシ[cow]のハーフ）を飼っているお年寄り。ヤコウが言うことを聞かなくて困っている。
小鳥のオバチャマ／Bird Lady
声：よのひかり
サンドーバ村に住む鳥好きのおばさん。ボージン海岸の崖の上にあったフラフラ鳥の卵を下までおろすようにジャックに依頼してくる。
英語版の本名はTweedledove Perch。
彫刻家アーティ／Sculptor
声：鳥海勝美
サンドーバ村の彫刻家。かわいがっていたペットのミューズがいなくなり、やる気をなくしている。
魚捕りのギョビン／Fischerman
声：塩屋浩三
サンドーバ村の漁師だが、今はキンダンの森で魚を捕っている。ミスト島に行きたいジャックたちにスピードボードを貸してくれる。
英語版の本名はOllie。

### ガロック村周辺の人々
学者ロジィ／Researcher
声：小島幸子
ガロック村でイナズマモグラの研究をしている学者。モグラの保護と研究資金を要求してくる。
ギャンブラーのタルパン／Gambler
声：麻生智久
ガロック村にいるギャンブラーだが、今はギャンブルに負けて一文無し。借金取りにパンツまで取られたため、現在はタルをパンツ代わりにしている。シビト谷のレースで新記録を出してくれと依頼してくる。こう見えて高名な数学者でもある。
戦士ヴォリア／Warrior
声：小林正寛
ガロック村にいる戦士で、見た目は逆三角形体型でいかにも勇ましいが、ハイブリッドラーカーのクロウとの戦いに敗れ、打ちひしがれる。おそれを成して、クロウの居場所へと続く浮き橋をバラバラにしてしまう。90個のオーブを渡すことで浮き橋を元に戻してくれる。普段は落ち込んでいる。
ボギー・ビリー／Boggy Billy
声：後藤哲夫
自称オレっちの沼の管理者で、飲んだくれ。ヒップホッグ(Hiphog)（カバ[hippo]とブタ[hog]のハーフ）のファージーというペットがいる。
クロウ／Klaww
声：なし
トロイデの山脈のマグマ地帯にいるハイブリッドラーカー。ガロック村に燃えた大岩を投げつけて住民を困らせている。

### ボルカノ噴火口の人々
宝石掘りのゴージィ／Gordy
声：辻親八
ボルカノ噴火口で宝石を発掘しようと企んでいるオヤジ。パワーセルを4つも持っている。
宝石掘りのウイラード／Willard
声：小川猛
ゴージィと一緒に宝石を発掘しようとしているが、天然気味で、ゴージィにしょっちゅう怒鳴られる。頭の上に小鳥の入った鳥かごをのせている。

### 賢者
青の賢者／Blue Sage
声：岩崎ひろし
ガロック村で青のエコの研究をしている賢者。メカニックの天才賢者と呼ばれており、プリカーソルの機械に強い関心をもっている。
ジャックたちがガロック村に到着したときにはすでにゴルに拉致されていた。
赤の賢者／Red Sage
声：麦人
ボルカノ噴火口で赤のエコの研究をしている賢者で太っている。とても温厚な性格。青の賢者と同じくゴルに拉致される。
黄の賢者／Yellow Sage
声：辻村真人
黄のエコの研究をしている賢者で、荒々しい性格。同じくゴルに拉致される。なお、登場する賢者の中で黄の賢者だけが研究小屋の設定がない。

## アイテムや仕掛け

### アイテム
パワーセル／Power Cells
古代プリカーソル文明の遺物。基本的に、各地に散らばっているパワーセルを集めることでゲームが進行する。人々の間ではパワーセル1個はオーブ90個の価値があるとされている。本作ではパワーセルは全部で101個ある。
プリカーソル・オーブ／Precursor Orbs
単にオーブとも呼ばれる。古代プリカーソル文明の遺物。人々やオラクルの像とパワーセルの交換を行うために必要。全2000個のオーブが登場する。
緑のエコ／Green Eco
1つ取るか粒状の緑のエコを50集めればジャックの体力が1回復する。しかしほとんどの緑のエコは小さな粒状で存在するため、体力を回復させるのは面倒で時間がかかる。
青のエコ／Blue Eco
取るとジャックの移動速度が速くなるほか、近くにあるプリカーソル文明の遺物を反応させる力がある。
赤のエコ／Red Eco
取るとジャックの攻撃力が上がり、攻撃可能範囲が少し広くなる。
黄のエコ／Yellow Eco
取ると遠距離攻撃が可能になる（黄色のエネルギー砲を発射できるようになる）。
光のエコ／Light Eco
ラスボスとの戦いの最終段階でのみ登場する。緑のエコ、青のエコ、赤のエコ、黄のエコの4つの力が結集してできたもの。最後にステージに落下してくるこれをとるとジャックの体が白く光り、ラスボスを倒すムービーが流れ、ゲームクリアとなる。

### 仕掛け
テレポート・ゲート／Teleport Gate
各賢者の間で使われているワープマシン。広いステージを移動するためにも使う。タンレンの島、サンドーバ村、ガロック村、ボルカノ噴火口、マグマチューブ（闇の眷者ゴルとマイアの城前）の5ヶ所に1つずつある。一度使用するとその場所へはいつでもワープできるようになり、3箇所以上のゲートを使用後はワープ先を選択可能。
エコ噴き出し口／Eco Vent
地面から各種エコが噴き出している場所のこと。スイッチが入っている限りはずっとエコを噴き出し続ける。
エコジャンプ台
青のエコの力を持ったジャックがそこに乗ると超巨大なジャンプをすることができる台。プレイヤーがジャックの着地地点を操作できるものと、できないものがある。
オーブ貯蔵庫
中にたくさんのオーブが詰まっている貯蔵庫。地面に埋まっている。青のエコの力でのみ開くことができる。

## 乗り物
ズーマー／Zoomers
正式名称「A-Grav Zoomer（エイ＝グラヴ・ズーマー）」。ケイラが作った反重力バイクで、プリカーソルのガラクタで構成されている。火山地帯において、パワーセルの力で耐熱シールドを強化できたが、それでも高温に耐えられなくなると爆発を起こす。ミスト島、レンゴク谷、プリカーソルぼんち、トロイデの山道、マグマチューブで登場する。
フラフラ鳥／Flut-Flut
ボージン海岸に落ちていたタマゴから生まれた鳥。空は飛べないが、ジャンプ力が高いため、時折ジャックの助けとなる。オレっちの沼、ガイセツ山で登場。

## 敵キャラクター

### 組織
ラーカー／Lurkers
ダークエコの泥から生まれた怪物で、各地方にある村を襲い、村人を困らせている。ラーカーはゴルとマイアにつかえており、彼らに自分たちの姿を見た村人は殺すように命じられている。地域ごとに生息するラーカーにはいくつかの種類があり、それは地域ごとに異なる（複数の地域に生息するラーカーも存在する）。

## ステージ
全ステージは、島など一部の陸続きでないエリアを除き、巨大な箱庭のようにつながっているため、ローディング表示は全く存在しない。プレイヤーはその中を、1つの巨大なフィールドとして自由に冒険することができる。
厳密にいえばステージの概念はなく、1つの広大なフィールドの中に各エリアが分岐して存在している。

### サンドーバ村周辺
タンレンの島／Geyser Rock
プレイヤーは最初にこの島から冒険をスタートする。敵は一切登場せず、ジャックのアクションを覚えるために作られたステージ。テレポート・ゲートのワープでしか来ることができない。
サンドーバ村／Sandover Village
たくさんの村人が暮らすのどかな村。大陸の南端に位置しており、比較的温暖な気候を持つ。設定ではラーカーが村人を困らせていることになっているが、サンドーバ村にラーカーは出現しない（海上にのみ出現するラーカーはいる）。
ボージン海岸／Sentinel Beach
サンドーバ村から西に行ったところにある。特に人はいないが、いくつかの建物が見られる。
キンダンの森／Forbidden Jungle
サンドーバ村の東に位置する森。大量のラーカーが生息している。また、森の中を流れる川でギョビンに会うと魚捕りゲームができる。
- キンダン寺／Forbidden Temple

キンダンの森の中央にある寺。プリカーソル文明の遺産の1つ。
ミスト島／Mystery Island
サンドーバ村から船に乗り南に行ったところにある。ダクスターがイタチに変えられたところでもある。大勢のラーカーが登場し、その多くがキンダンの森のラーカーよりも強力。

### ガロック村周辺
レンゴク谷／Fire Canyon
サンドーバ村とガロック村を繋ぐ谷だが、溶岩地帯のためとても高温で、普通にわたることができない。フアーマの家の裏から行ける。
ガロック村／Rock Village
青の賢者やギャンブラーのタルパンらが住んでいる村。最近現れたハイブリッドラーカー・クロウが岩を投げてくるため、住民はおびえている。
水中の プリカーソルとし／Lost Precursor City
ガロック村の北西の海中にあるプリカーソル文明の都市。
オレっちの沼／Boggy Swamp
（自称）ビリーが所有する沼。近頃ラーカーが現れて困っている。
プリカーソルぼんち／Precursor Basin
ガロック村の東にある盆地。ズーマーでのみ盆地に入ることができる。絶滅寸前と言われているイナヅマモグラが生息している。
- シビト谷／A Race Track

プリカーソルぼんち内にある谷。ズーマーによるシビト谷レースが行われる。

### ボルカノ噴火口周辺
トロイデの山道／Mountain Pass
ガロック村とボルカノ噴火口を繋ぐ山道。途中徒歩では越えられない大きな谷があるため、ズーマーでの移動が求められる。
ボルカノ噴火口／Volcanic Crater
噴火口の文字からわかるように、火山地帯。地面はマグマで溢れている。ここに住んでいるのは赤の賢者のみと思われる。
ガイセツ山／Snowy Mountain
ボルカノ噴火口からロープウェイで上に上がったところにある雪山。ラーカーの砦があり、たくさんのラーカーが生息している。
- ラーカーのとりで／A Lurker Fortress

ガイセツ山内に建造されている砦。はじめは砦の門が閉まっているため、何らかの方法で門を開かなければならない。
ヤミノ洞くつ／Spider Cave
ボルカノ噴火口からトロッコで移動したところにある洞窟。
- マクラヤミノ洞くつ／Dark Cave

ヤミノ洞くつ内部にあり、とても暗いため、ライトクリスタルというクリスタルに打撃攻撃を加え、あたりを照らさなければならない。
- オクヤミノ洞くつ

ヤミノ洞くつ内部にあり、その最深部でもある。プリカーソルロボットの発掘作業が行われている。

### ゴルとマイアの城周辺
マグマチューブ／Lava Tube
ボルカノ噴火口からゴルとマイアの城へと続く長い道。レンゴク谷と同じく溶岩地帯だが、こちらの方が温度が高くズーマーでの移動すら危険な場所。
闇の眷者 ゴルとマイアの城／Gol and Maia's Citadel
ジャックとダクスターの最終目的地。闇の力に侵されたゴルとマイアがいるほか、捕らわれた4賢者もここにいる。
- プリカーソル・コンビナート／Dark Eco Silos

ゴルとマイアが操るチューンド・プリカーソルロボットとの最終決戦の場所。コンビナートの内部には大量のダークエコが蓄えられている。

## 開発
開発時期がPlayStation 2が登場して間もない時であり、PlayStation 2になって初めて施せるようになった新しい要素がいくつも盛り込まれている。シームレス機能による自由探索が可能になっているシステムもその1つ。開発元であるノーティドッグの過去作品『クラッシュ・バンディクー3』（PS、1998年）が15人体制で9か月の期間をかけて作り上げたのに対し、本作は34人体制で2年以上の期間をかけたという。
一方、開発費用1500万ドル（）を自力で調達するのは開発元のノーティードッグにとって非常に重い負担であり、共同創業者のアンドリュー・ギャビンは将来性を見据えたうえでスタジオをSCEに売却することを決断した。

## 漫画版
本作をテーマとした漫画『ジャック×ダクスター イタチで悪いか!!』が別冊コロコロコミックにて02年2月号から03年2月号の期間中連載されていた。作者は村瀬範行。作者独特のブラックユーモアが前面に押し出されたギャグ色の強い作品となっている。